# Amt Nennhausen

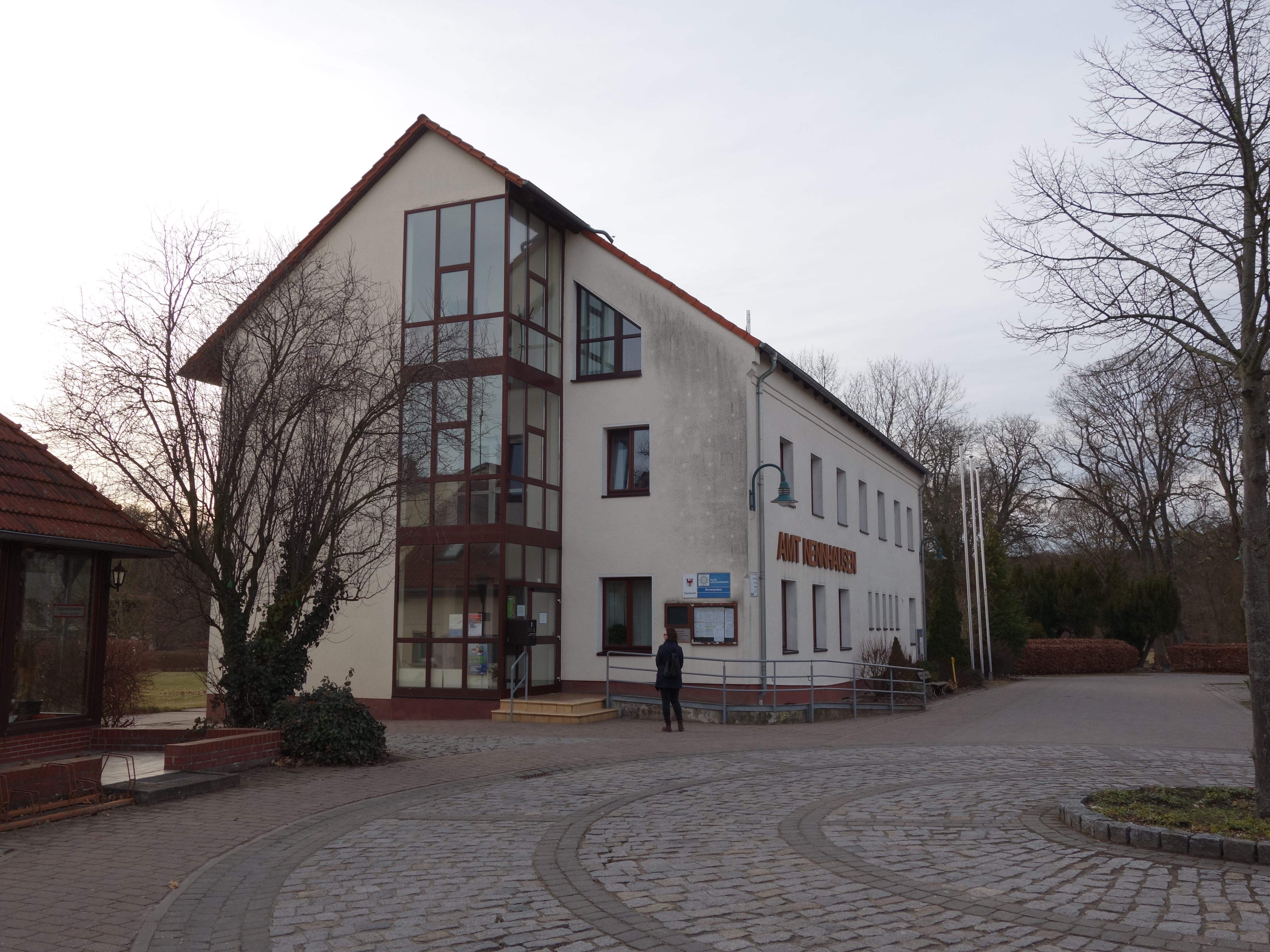
Sitz der Amtsverwaltung in Nennhausen

Das Amt Nennhausen ist ein 1992 gebildetes Amt im Landkreis Havelland des Landes Brandenburg, in dem zunächst 16 Gemeinden im damaligen Kreis Rathenow zu einem Verwaltungsverbund zusammengefasst wurden. Durch Gemeindezusammenschlüsse und Eingliederungen verringerte sich die Zahl der Gemeinden, sodass das Amt Nennhausen derzeit vier amtsangehörige Gemeinden hat.

## Geographische Lage
Das Amt Nennhausen liegt im Süden des Landkreises Havelland und grenzt im Westen an die Stadt Rathenow, im Norden an das Amt Rhinow und an das Amt Friesack, im Osten an die Stadt Nauen sowie im Süden an den Landkreis Potsdam-Mittelmark. Es liegt im Naturpark Westhavelland und ist Herzstück des Trappenschutzgebietes der seltenen Großtrappe.

## Gemeinden und Ortsteile
Das Amt Nennhausen besteht derzeit aus vier Gemeinden:
- Kotzen mit den Ortsteilen Kotzen, Kriele und Landin sowie dem Wohnplatz Rhinsmühlen
- Märkisch Luch mit den Ortsteilen Barnewitz, Buschow, Garlitz und Möthlow sowie den Wohnplätzen Buschow Kolonie, Kieck und Linde
- Nennhausen mit den Ortsteilen Bamme, Buckow, Damme, Gräningen, Liepe und Mützlitz sowie den Wohnplätzen Bammer Ausbau, Gräningen Ausbau, Nennhof, Spolierenberg, Forsthaus Krügerhorst, Lieper Mühle und Luchhof
- Stechow-Ferchesar mit den Ortsteilen Stechow und Ferchesar sowie den Wohnplätzen Lochow und Tegeland

## Geschichte
Am 30. Juni 1992 erteilte der Minister des Innern des Landes Brandenburg seine Zustimmung zur Bildung des Amtes Nennhausen. Als Zeitpunkt des Zustandekommens des Amtes wurde der 3. Juli 1992 festgelegt. Das Amt hat seinen Sitz in der Gemeinde Nennhausen und bestand aus 16 Gemeinden des damaligen Kreises Rathenow:
1. Bamme
2. Barnewitz
3. Buckow
4. Buschow
5. Damme
6. Ferchesar
7. Garlitz
8. Gräningen
9. Kotzen/Rhinsmühlen
10. Kriele
11. Landin
12. Liepe
13. Möthlow
14. Mützlitz
15. Nennhausen
16. Stechow

Im Zuge der Gemeindereform in Brandenburg wurden die Gemeinden Bamme, Gräningen und Mützlitz zum 26. Oktober 2003 in die Gemeinde Nennhausen eingegliedert, und die Gemeinden Kotzen, Kriele und Landin wurden zur neuen Gemeinde Kotzen zusammengeschlossen. Das Amt hat derzeit vier amtsangehörige Gemeinden mit 15 Ortsteilen, welche zwischen ca. 620 und ca. 2100 Einwohner haben.

## Bevölkerungsentwicklung
| Jahr | Einwohner |
| ---- | --------- |
| 1992 | 4 976     |
| 1995 | 4 944     |
| 2000 | 5 040     |
| 2005 | 4 973     |
| 2010 | 4 767     |
| 2015 | 4 632     |

| Jahr | Einwohner |
| ---- | --------- |
| 2020 | 4 573     |
| 2021 | 4 609     |
| 2022 | 4 693     |
| 2023 | 4 689     |
| 2022 | 4 663     |

 Gebietsstand des jeweiligen Jahres, Einwohnerzahl: Stand 31. Dezember, ab 2011 auf Basis des Zensus 2011, ab 2022 auf Basis des Zensus 2022

## Amtsdirektoren
- 1992–1999: Winfried Idler
- 1999–2005: Andreas Heldt
- 2006–2016: Angelika Thielicke (vormals Grzelczyk)[8]
- seit 2016: Ilka Lenke

Lenke wurde am 15. November 2016 durch den Amtsausschuss für eine Amtsdauer von acht Jahren zur neuen Amtsdirektorin gewählt. Sie trat ihr Amt am 1. Januar 2017 an. Sie wurde am 19. September 2024 wiedergewählt.

## Belege
1. ↑  Bevölkerungsstand im Land Brandenburg Dezember 2024 (Fortgeschriebene amtliche Einwohnerzahlen, basierend auf dem Zensus 2022) (Hilfe dazu).
2. ↑  Nennhausen | Service Brandenburg. Abgerufen am 3. Mai 2024.
3. ↑  Bildung des Amtes Nennhausen. Bekanntmachung des Ministers des Innern vom 30. Juni 1992. Amtsblatt für Brandenburg - Gemeinsames Ministerialblatt für das Land Brandenburg, 3. Jahrgang, Nummer 52, 24. Juli 1992, S. 952.
4. ↑  Viertes Gesetz zur landesweiten Gemeindegebietsreform betreffend die Landkreise Havelland, Potsdam-Mittelmark, Teltow-Fläming (4.GemGebRefGBbg) vom 24. März 2003. Gesetz- und Verordnungsblatt für das Land Brandenburg, I (Gesetze), 2003, Nr. 05, S. 73
5. ↑  Historisches Gemeindeverzeichnis des Landes Brandenburg 1875 bis 2005. Landkreis Havelland. S. 12–13
6. ↑  Bevölkerung im Land Brandenburg von 1991 bis 2017 nach Kreisfreien Städten, Landkreisen und Gemeinden, Tabelle 7
7. ↑  Amt für Statistik Berlin-Brandenburg (Hrsg.): Statistischer Bericht A I 7, A II 3, A III 3. Bevölkerungsentwicklung und Bevölkerungsstand im Land Brandenburg (jeweilige Ausgaben des Monats Dezember)
8. ↑  Amtsdirektorin Thielicke hört vorzeitig auf. (Memento vom 7. August 2019 im Internet Archive) In: Märkische Allgemeine, 29. April 2016
9. ↑  Ilka Lenke ist die neue Amtsdirektorin. (Memento vom 4. Februar 2017 im Internet Archive) In: Märkische Allgemeine, 16. November 2016
10. ↑  Information auf der Website des Amtes